# Victor Loret
Pour les articles homonymes, voir Loret.
Victor Clément Georges Philippe Loret (Paris, 1er septembre 1859 - Lyon, 3 février 1946) est un égyptologue français.

## Biographie
Son père, Clément Loret, est un organiste professionnel et compositeur, d’origine belge, installé à Paris depuis 1855. En 1895, il épouse Marie Louise Alexandrine Guilmant, la fille de l'organiste Alexandre Guilmant.
Loret a étudié avec Gaston Maspero à l'École des hautes études.
Loret est nommé, en 1897, directeur général des Antiquités égyptiennes.

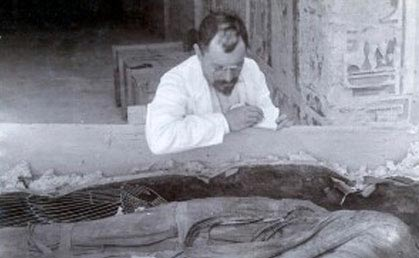
Victor Loret en Égypte

Il réalise de nombreuses fouilles et découvre, par hasard, dans une anfractuosité de la montagne thébaine, non loin du site de Deir el-Bahari, la tombe de Thoutmôsis III.
En mars 1898, il découvre dans la vallée des Rois l'entrée de l'hypogée KV35 d'Amenhotep II parmi d'autres campagnes de fouilles. La momie d'Amenhotep II se trouvait toujours dans son sarcophage royal, mais la tombe s'avère également contenir une cache de plusieurs des plus importants pharaons du Nouvel Empire, Thoutmôsis IV, Amenhotep III et Ramsès VI. Le grand prêtre d'Amon de la XXIe dynastie, Pinedjem, avait placé des momies royales dans la cachette KV35 pour les protéger des pilleurs de tombes.
Cette même année 1898, il publie son premier ouvrage, L'Égypte aux temps des pharaons.
Loret a également découvert les tombes KV32, KV33, KV36, KV38, KV40, KV41 et KV42. Sa prétention à avoir découvert la tombe KV34 est contestée par certains égyptologues qui estiment que cette découverte devrait plutôt être attribué à l'un de ses contremaîtres locaux.
Loret professe l'égyptologie à Lyon où il a pour élève Alexandre Varille, l'un des principaux membre du « Groupe de Louxor », connu pour ses prises de positions symbolistes à l'égard de l'Égypte ancienne.
Également ami de Saint-Saëns, Loret s’intéresse à la musique et aux instruments de l’époque pharaonique. Ethno-musicologue, il transcrit mélodies et danses traditionnelles du Sud de la vallée des Rois.
En 1926, il est nommé chevalier de la légion d'Honneur.
Il meurt à Lyon, le 3 février 1946, à l'âge de 86 ans. Il a fait don de certaines de ses archives à l'université de Lyon, mais la majorité à son élève préféré, Alexandre Varille, archives acquises récemment par l'université de Milan.

## Publications
- L'Égypte au temps des pharaons : La vie, la science et l'art, J.-B. Baillière et fils, 1898, 316 p. (ISSN 1957-7532).
- « Le tombeau d'Aménophis II et la cachette royale de Biban el-Molouk », BIE, Le Caire, no 3,‎ 1899, p. 98-112.
- « Le tombeau de Thoutmès III à Biban el-Molouk », BIE, Le Caire, no 3,‎ 1899, p. 91-97.
- Avec A. Bonnet, L'oryx dans l'ancienne Égypte, étude sur le nom égyptien de l'oryx, Lyon, H. Georg, 1908.